# Paradelphomyia cycnea
Paradelphomyia cycnea är en tvåvingeart som beskrevs av Jaroslav Stary och Amnon Freidberg 2007. Paradelphomyia cycnea ingår i släktet Paradelphomyia och familjen småharkrankar.
Artens utbredningsområde är Israel. Inga underarter finns listade i Catalogue of Life.